# NGC 3358
NGC 3358 је спирална галаксија у сазвежђу Шмрк (Пумпа) која се налази на NGC листи објеката дубоког неба.
Деклинација објекта је - 36° 24' 39" а ректасцензија 10h 43m 33,0s. Привидна величина (магнитуда) објекта NGC 3358 износи 11,5 а фотографска магнитуда 12,4. Налази се на удаљености од 38,3000 милиона парсека од Сунца. NGC 3358 је још познат и под ознакама ESO 376-17, MCG -6-24-9, IRAS 10412-3609, PGC 31974.